# 北村一葉
北村 一葉（きたむら かずは、1999年4月15日 - ）は、日本の子役である。セントラル子供劇団に所属していた。身長140cm。

## 略歴
2006年までは雑誌やスチル撮影を主に活動していたが、2006年冬に初のドラマ出演となる『小早川伸木の恋』に出演してから注目を集め、CMなどの仕事も入るようになった。

## 出演

### テレビドラマ
- 小早川伸木の恋（2006年、フジテレビ） - 小早川みすず 役
- サプリ（2006年、フジテレビ） - 北村一葉 役（劇中のカーナビのCM出演者として、宣材写真のみ）
- 轟轟戦隊ボウケンジャー 第31話（2006年、テレビ朝日） - 西堀さくら（幼少） 役
- 八州廻り桑山十兵衛〜捕物控ぶらり旅（2007年、テレビ朝日） - 八重 役

### CM
- ソニー「ハンディカム」
- 花王「メリット」（2006年）
- AGF「ブレンディ」（2006年秋）
- パナソニック「新・ヒューマンビエラ」（2007年）

### 雑誌
- 小学館「めばえ」レギュラー
- 小学館「学習幼稚園」

### 広告
- 中央労働災害防止協会「全国労働衛生週間」ポスター（2008年）